# Antas (fiume)
L'Antas è un fiume di 15 km di Fluminimaggiore.

## Corso del fiume
L'Antas nasce nel monte Perda a 740 m s.l.m., ed è uno dei torrenti che formano il rio Mannu.